# Ейлін Грей
Кетлін Ейлін Морей Грей (англ. Kathleen Eileen Moray Gray; 9 серпня 1878 — 31 жовтня 1976 року) — ірландська дизайнерка меблів і архітекторка, піонерка модернізму в архітектурі. Удостоєна місця на Поверсі спадщини.

## Біографія
Кетрін Ейлін Морей Сміт народилася 9 серпня 1878 року недалеко від Енніскорті, торгового міста на південному сході Ірландії. Її батько, Джеймс Макларен Сміт, був художником та підтримував художні інтереси дочки. Її мати Евелін Поунден була онукою Френсіс Стюарт, 10-ї графині Морей; вона стала 19-ю баронесою Грей в 1895 році, після смерті своєї матері, уродженої Леді Джейн Стюарт. Після цього, леді Грей, яка розлучилася з чоловіком в 1888 році, змінила своє дошлюбне прізвище на Грей.
Грей мала чотирьох братів та сестер:
- Джеймс Макларен Стюарт Грей, 20-й Барон Грей (1864—1919);
- Етель Евелін Грей, 21-а баронеса Грей (1866—1946), одружилася з Генрі Тафнеллом Кемпбеллом;
- Капітан Лонсдейл Річард Дуглас Грей (1870—1900);
- Тора Зельма Грейс Грей (1875—1966), одружилась з Едвардом Лорні Фредеріком Клаф-Тейлором[12].

Грей провела більшу частину дитинства у родинному будинку в Ірландії або у Південному Кенсінгтоні в Лондоні.
У 1898 році Грей відвідувала заняття у школі образотворчих мистецтв Фелікса Слейда, де вивчала живопис. Там вона зустріла Джессі Гевін і Кетлін Брюс. У 1900 році помер її батько, і вона вперше вирушила до Парижа з матір'ю, де побачила Всесвітню виставку, присвячену досягненням минулого століття. Основним стилем на виставці був ар-нуво, і Грей була шанувальницею творчості Чарльза Ренні Макінтоша, також присутнього на виставці. Незабаром Грей переїхала до Парижа разом з подругами по школі мистецтв Гевін і Брюс. Вона продовжила навчання в Парижі в Академії Жуліана і Академії Колароссі. За 4 або 5 років після переїзду до Парижа Грей постійно їздила назад до Ірландії та Лондона, але в 1905 через хворобу матері оселилася в Лондоні. Там Грей знову почала відвідувати школу мистецтв Слейда, однак курси з малюнка і живопису приносять їй все менше задоволення.

### Робота з нітроемаллю
Одного разу Ейлін Грей натрапила на нітроемалеву ремонтну майстерню в Сохо, в Лондоні, де вона попросила власника майстерні Д. Чарльза показати їй, як працюваті з нітроемаллю, яка їй сподобалась. Власник мав багато контактів у нітроемалевій індустрії і коли Грей повернулася до Парижа у 1906 році в квартиру, де вона провела більшу частину свого трудового життя, вона познайомилася з одним з них, Сейзо Сугавара. Він походив з місцевості в Японії, що була відома своїми декоративними роботами з використанням нітроемалі. Потім Сугавара емігрував до Парижа, щоб реставрувати певні нітроемалеві роботи, що експонувалися на Всесвітній виставці 1900 року. Після чотирьох років спільної роботи з Сугаварою Ейлін Грей дізнається, що у неї розвився контактний дерматит на нітроемаль на її руках. Вона продовжує працювати, але жодну свою роботу з нітроемалі вона не виставляє до 1913 року, коли їй було тридцять п'ять. Коли ж вона нарешті їх виставила, це був успіх.
В 1914 році, коли розпочалася Перша світова війна, Ейлін Грей повернулася до Лондона, взявши Сугавару з собою.

## Квартира на вулиці Лота у Парижі і крісло «Bibendum»

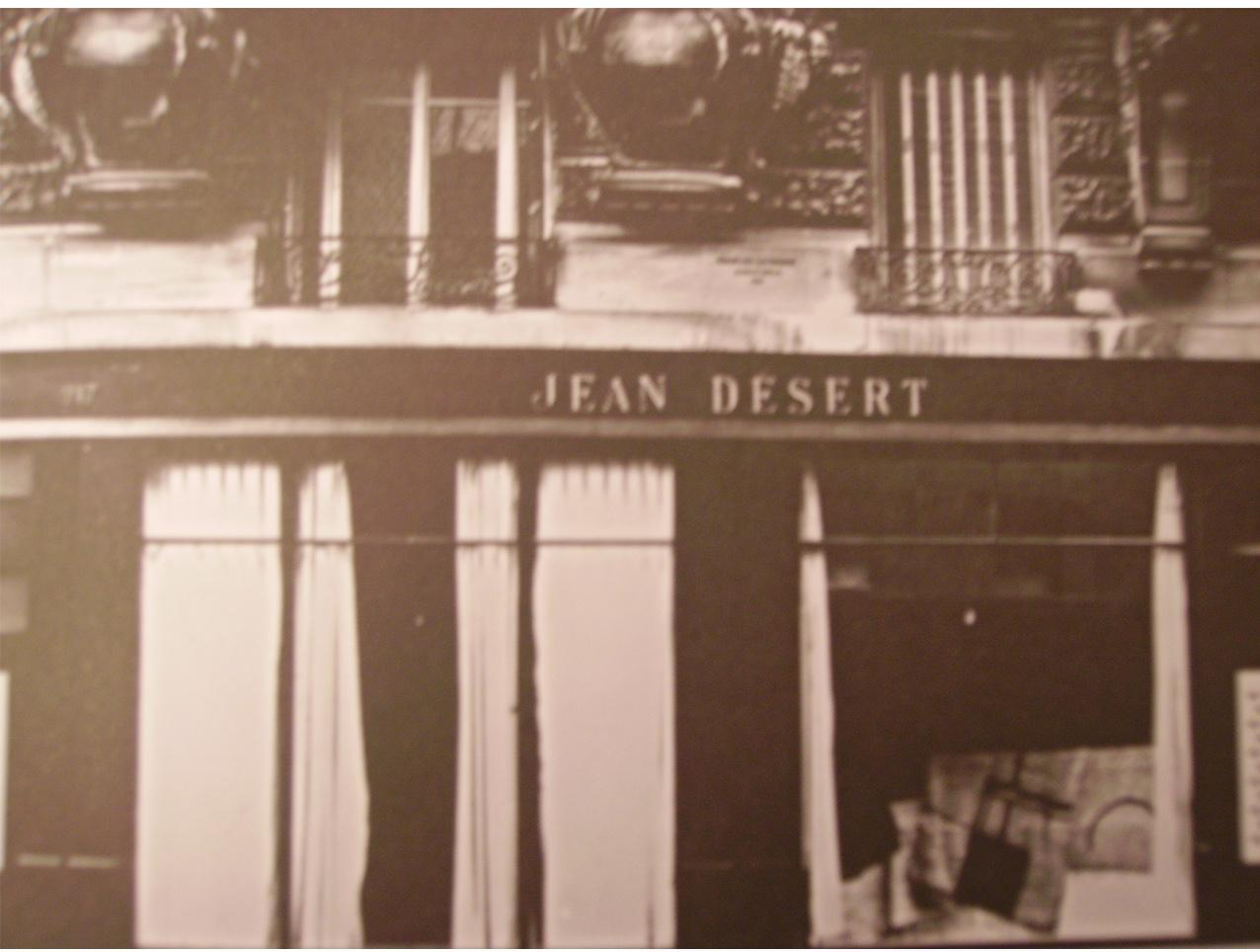
Вітрина магазину «Jean Desert»

Після війни Ейлін Грей і Сугавара повернулися до Парижа. Там Грей запропонували роботу з декорування квартири на вулиці Лота, яка належала мадам Матьє Леві, капелюшниці та власниці успішного бутіку. Замовниця очікувала новий, оригінальний та інноваційний дизайн. Процес зайняв чотири роки з 1917 по 1921 рік. Грей спроектувала більшу частину меблів (в тому числі її відоме крісло «Bibendum»), килими і світильники, а також вбудовані нітроемалеві панелі на стінах. Ейлін Грей вважала необхідним використання однотонного покриття для меблів, що вона розробляла, в тому числі й для крісла «Bibendum», крісла «Serpent» та ліжка «Pirogue Boat». Її намір полягав у тому, щоб квартира не виглядала дуже захаращеною або хаотичною. Таким чином, увага в першу чергу була приділена витворам племінного мистецтва, які були представлені у квартирі. Результат отримав позитивну оцінку з боку кількох мистецтвознавців, хто розглядав його як інноваційний. Успіх цього проекту дав своєрідний поштовх дизайнерці, після чого вона відкрила невеликий магазин «Jean Desert» в Парижі, щоб виставляти і продавати свої роботи і роботи своїх друзів-художників.
Інноваційне крісло «Bibendum» від Ейлін Грей було одним з найбільш впізнаваних об'єктів меблевого дизайну 20-го століття. Його спинка та підлокітник складаються з двох напівкруглих трубок, що укладені в м'яку шкіру. Назва, яку вибрала Грей для крісла, походить від персонажа Бібендум, який був створений компанією Michelin для реклами шин. Крісло «Bibendum» було досить великим, глибина приблизно 840 мм, висота 740 мм. Видима частина каркаса крісла була виготовлена з полірованої, хромованої нержавіючої труби. Обрамлення сидіння було виготовлене з бука, а також містило гумові лямки, які були вплетені через дно сидіння забезпечуючи додатковий комфорт. Сидіння, спинка і підлокітники були укладені в м'яку шкіру.
Крісло «Bibendum» було створене у стилі модернізму, що повністю відрізняється від попередніх робіт Грей, які були більш традиційними. Вона вирішила змінити стиль, щоб просто досягти «прогресу». Мистецтвознавцям дуже сподобалося крісло і відгуки у газетах та журналах проголошували, що це був «тріумф сучасного життя». Гонорар за проект від мадам Леві забезпечив Ейлін Грей великий фінансовий успіх, і завдяки цьому, їй більше не треба було покладатися на фінансову підтримку своєї родини.

## Будинки на півдні Франції

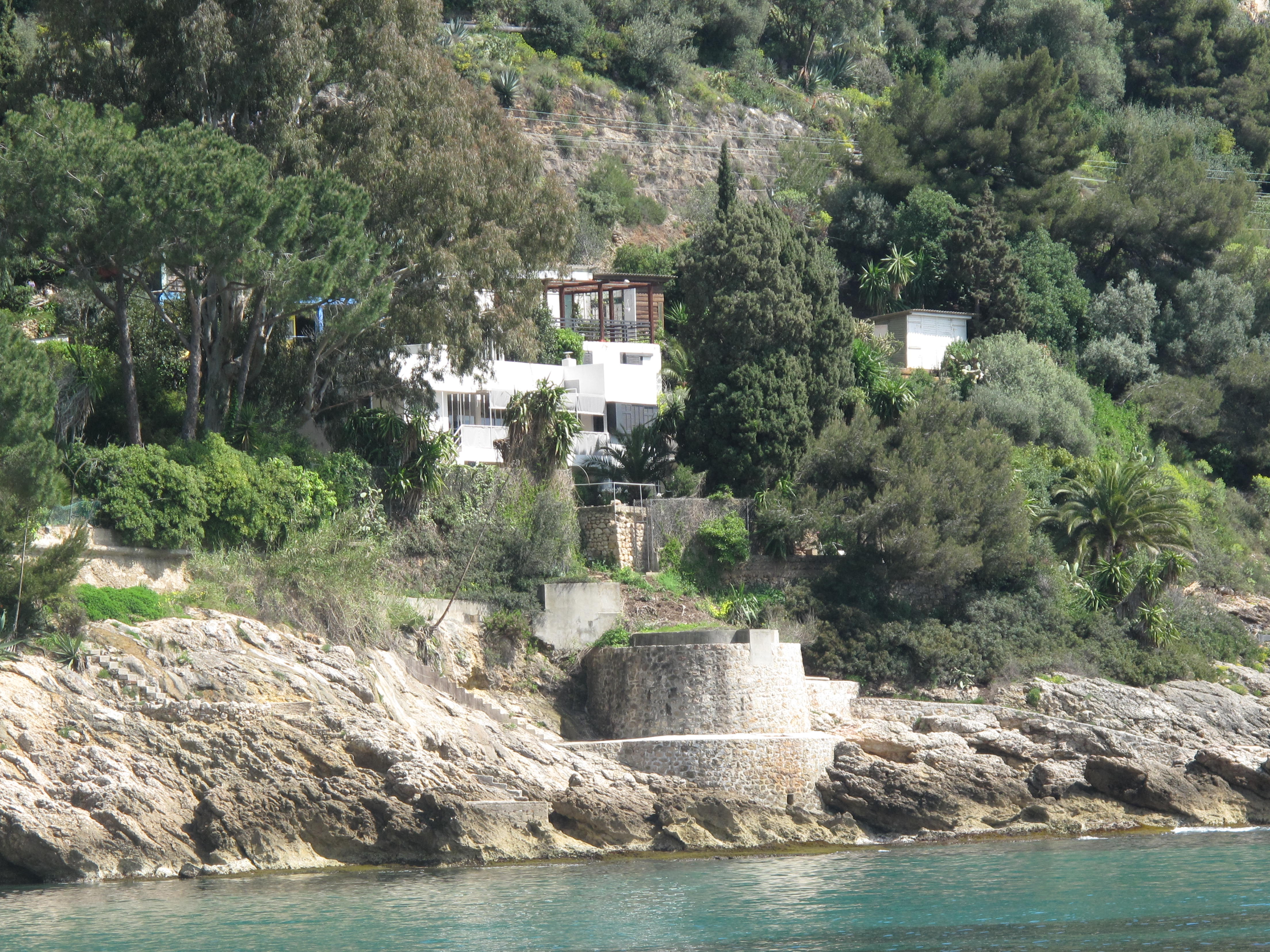
Будинок «Е-1027»

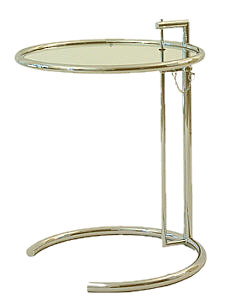
Стіл «Е-1027»

Незабаром після цього, Жан Бадовічі умовив Ейлін Грей переключити свій інтерес на архітектуру. У 1924 році Грей та Бадовічі почали працювати над будинком «Е-1027» у Рокбрюн-Кап-Мартен на півдні Франції (поблизу Монако). Назва «Е-1027» розшифровується іменами пари: Е від Ейлін, 10 від Жан (J — це десята літера абетки), 2 від Бадовічі і 7 від Грей. «Е-1027» був прямолінійним, з плоским дахом, вікнами від підлоги до стелі і гвинтовими сходами, що спускаються до вітальні. В той же час, будинок був компактним і відкритим.
Ейлін Грей спроектувала меблі, а також, спільно з Бадовічі, розробила структуру будинку. Її круглий скляний стіл «Е-1027» був навіяний недавніми експериментами з трубчастою сталлю Марселя Брьойера в Баухаус (який надихався, у свою чергу, роботами Марта Стама).
Наприкінці 1920-х, початку 1930-х років, Ейлін Грей була пов'язана з Союзом сучасних художників, до складу якого входили добре відомі учасники. Вона сама спроектувала та меблювала свій новий будинок «Tempe à Pailla» поблизу Мантона. Цей будинок став ще однією іконою модерністської архітектури. Простір будинку був спроектований для життя та роботи, як вона і хотіла, він міг постійно змінюватися завдяки меблям багатофункціонального призначення.
В 1937 році Ейлін Грей погодилася виставити свої дизайнерські роботи для центру відпочинку у «Esprit Nouveau Pavilion» Ле Корбюзьє на Паризькій виставці.
Під час Другої Світової Війни Грей разом з іншими іноземцями була змушений евакуюватися з узбережжя Франції і переїхати в глибинку. Після війни вона виявила, що її квартира у Сен-Тропе була підірвана, а будинок «Е-1027» був розграбований.
Ле Корбюзьє був вражений будинком «Е-1027» і побудував літній будиночок неподалік. На прохання Бадовічі, Ле Корбюзьє намалював кілька барвистих панно на стінах будівлі. Ейлін Грей люто засуджувала мурали, через те, що вони руйнували цілісність площин стін.
Будинок багато років був у поганому стані, але плани щодо його реконструкції готуються французьким урядом, який визнав його Національною пам'яткою культури. Як наслідок, Франція та місто Рокбрюн-Кап-Мартен — через національне агентство «Conservatoire du Littoral» — купили будинок у 1999 році і зробили його тимчасово безпечним. Будівля реставрується за ініціативою держави, Департаменту приморські Альпи та міста Рокбрюн (розподіляючи між собою відповідно 50 %, 10 % та 40 % витрат).

## Після Другої Світової Війни
Ейлін Грей повернулася до Парижа і вела усамітнене життя. Вона продовжувала працювати над новими проектами, але була майже забута індустрією дизайну. У 1968 році схвальна журнальна стаття привернула увагу до її досягнень, і Грей погодилася на випуск її крісла «Bibendum» та столу «Е-1027», а також безлічі інших об'єктів разом з дизайнером Зеєвом Арамом. Невдовзі вони стали класиками сучасних меблів.
Коли їй було близько сімдесяти Грей почала втрачати зір і слух. Тим не менш, коли їй виповнилося вісімдесят, вона перетворює напівзруйнований сільський сарай поблизу Сен-Тропе на літній будинок; незабаром вона переїхала туди і продовжила працювати. Незадовго до своєї смерті, робота Грей була показана на виставці в Лондоні. У віці дев'яноста восьми років Ейлін Грей померла у своїй квартирі на вулиці Бонапарта у Парижі.
Після придбання її архіві у 2002 році Національний музей Ірландії відкрив постійну виставку робіт Ейлін Грей.
У лютому 2009 року, крісло «Dragons» Грей, яке було зроблене нею між 1917 і 1919 роками (спочатку було придбане її ранньою покровителькою Сюзанною Талбот, а пізніше потрапило до колекції Іва Сен-Лорана і П'єра Берже), було продано на аукціоні в Парижі за 21,9 мільйона євро ($28,3 млн), встановивши аукціонний рекорд для предметів декоративно-прикладного мистецтва 20-го століття.

## Особисте життя
Ейлін Грей була бісексуалкою. Вона належала до лесбійської спільноти того часу, будучи пов'язаною з Ромейн Брукс, Габріель Блох, Лої Фуллер, співачкою Даміа та Наталі Барні. Непостійні відносини Грей з Даміа (або Марі-Луїзою Дамьєн) закінчилися у 1938 році, після чого вони більше не бачилися, хоча й обидві дожили до дев'яноста років, мешкаючи в одному місті. Грей також мала протягом деякого часу непостійні стосунки з Жаном Бадовічі, румунським архітектором і письменником. Їх романтичні відносини закінчилися в 1932 році.
Хоча Ейлін Грей ніколи не жила в Ірландії за своє свідоме життя, але в старості сказала: «Я без коріння, але якщо я і маю якесь, то воно в Ірландії». Вона залишалася активною навіть в свої 90 років, працюючи по чотирнадцять годин на день, удосконалюючи власне портфоліо, працюючи над дизайном меблів та іншими проектами. Ейлін Грей померла у 1976 році у віці 98 років в Парижі. Її прах був похований на кладовищі пер-Лашез.

## Нагороди і визнання
У 1972 році Ейлін Грей була відзначена нагородою «Royal Designer for Industry», яка присуджується Королівським товариством мистецтв, а також стала членкинею Королівського Інституту Ірландських Архітекторів.
У 1976 році Грей була присвячена ретроспективна виставка в Музеї Вікторії та Альберта у Лондоні.